# Antonina Sienicka
Antonina Saturnina Lucyna Sienicka (ur. 4 czerwca 1898 w Zagwizdach k. Płońska, zm. 13 października 1979 w Warszawie) – polska badaczka w zakresie botaniki.

## Życiorys
Antonina Sienicka urodziła się w rodzinie właściciela majątku ziemskiego Zagwizdy, Józefa Izydora Sienickiego i Marii z domu Komorowska. W latach 1913–1920 uczyła się na pensji Józefy Gagatnickiej w Warszawie, naukę kontynuowała w powstałym z tej pensji Gimnazjum Humanistycznym Żeńskim pod wezwaniem Św. Teresy od Dzieciątka Jezus, gdzie w 1920 zdała maturę. Studiowała na Wydziale Filozoficznym Uniwersytetu Warszawskiego w latach 1920–1927, przez pierwsze dwa lata nauki matematyczno-fizyczne, od 1922 – botanikę. 20 marca 1931 otrzymała stopień doktora filozofii w zakresie botaniki na podstawie dysertacji O budowie kwiatów i procesach tworzenia pyłku u Hemerocallis fulva flore pleno (promotorem był prof. Zygmunt Wóycicki).
Pracę rozpoczęła podczas studiów od 1921 w Sekcji Informacyjnej Czerwonego Krzyża w Warszawie, gdzie społecznie prowadziła bibliotekę. W latach 1923–1925 pracowała społecznie w Zakładzie Systematyki Roślin Uniwersytetu Warszawskiego przy porządkowaniu zielników, a następnie prowadziła społecznie bibliotekę Zakładu Botaniki Ogólnej UW.
W latach 1929–1939 była zatrudniona w Katedrze Botaniki Ogólnej na Uniwersytecie im. Stefana Batorego w Wilnie na stanowisku asystenta, a następnie adiunkta. W grudniu 1939 została zwolniona z pracy przez litewskie władze w związku z wydarzeniami II wojny światowej. Podczas wojny pracowała kolejno w ogrodach miejskich i prywatnych ogrodach warzywnych w Wilnie (1940), jako siostra epidemiczka w litewskim Ministerstwie Zdrowia (1941–1942), jako nauczycielka biologii i geografii na kompletach tajnego nauczania w Ośrodku Tajnego Szkolnictwa Średniego w Wilnie (1942-1944) oraz jako rachmistrz w piekarni miejskiej w Wilnie (1944-1945). Repatriowana z Wilna do Polski w maju 1945 znalazła się w Toruniu. Podjęła pracę nauczycielską w Gimnazjum Krawieckim, a po utworzeniu Uniwersytetu Mikołaja Kopernika została zatrudniona na stanowisku adiunkta w Katedrze Botaniki Ogólnej. W 1954 przeniosła się do tworzącej się Wyższej Szkoły Rolniczej w Szczecinie. Mianowana na stanowisko docenta w Katedrze Botaniki objęła funkcję dziekana Wydziału Rolniczego (1955–1956), a następnie prodziekana (do 1957). W Katedrze Botaniki pracowała do przejścia na emeryturę w 1968.
Została pochowana na Cmentarzu Północnym w Warszawie (kw. E-VII-IV-8-11).

## Praca naukowa
Antonina Sienicka prowadziła badania anatomiczne nad naroślami wywoływanymi przez mszyce na liściach porzeczki i przez nicienie na korzeniach zawilca wielkokwiatowego. Drugim nurtem były badania dendrologiczne w parkach miejskich Torunia i Szczecina oraz parkach podworskich w województwach: szczecińskim, koszalińskim i gdańskim, zaprezentowane w obszernych publikacjach monograficznych. Tematykę tę poruszała także w artykułach popularnonaukowych adresowanych do szerokiego odbiorcy.

## Wybrane publikacje[5][2]
- O budowie kwiatów i procesach tworzenia się pyłku u Hemerocallis fulva L. fl. ploeno. Acta Soc. Bot. Pol. 1933, 6, 2, s. 296–334
- Włoski na zoocecidiach wywołanych przez Myzus ribis L. na porzeczkach (Ribes). Stud. Soc. Sci. Torun. D Bot. 1956, 1, 4, s. 1–45
- Mieszańce fiołków (Viola) z grupy Tricolors. Stud. Soc. Sci. Torun. D Bot. 1957, 2(1), 5, 72 ss.
- Przewodnik dendrologiczny po Toruniu i okolicy. PWN Łódź 1957, 143 ss. (wsp. Stefan Kownas)
- Obecny stan zadrzewienia miasta Szczecina. STN Wydz. Nauk Przyr.-Roln. 1962, 11, 1, 104 ss. (wsp. Stefan Kownas)
- Parki wiejskie województwa szczecińskiego. STN Wydz. Nauk Przyr.-Roln. 1963, 16, 116 ss. (wsp. Stefan Kownas)

## Praca społeczna
Powołaniem życiowym A. Sienickiej była działalność społeczna i popularyzatorska, realizowana w różnych organizacjach i stowarzyszeniach. W Toruniu prowadziła wykłady w Towarzystwie Uniwersytetów Robotniczych i współpracowała z Kuratorium Okręgu Szkolnego Pomorskiego w doskonaleniu kadr nauczycielskich. W Szczecinie była organizatorką i wieloletnią przewodniczącą Szczecińskiego Oddziału Ligi Ochrony Przyrody. W Szczecińskim Oddziale Polskiego Towarzystwa Botanicznego zajmowała się popularyzacją wiedzy botanicznej. W Szczecińskim Towarzystwie Naukowym była od 1957 sekretarzem i redaktorem wydawnictw II Oddziału Nauk Przyrodniczych i Rolniczych (przez 14 lat). Działała w Polskim Towarzystwie Przyrodników im. M. Kopernika w zarządzie – zarówno w Toruniu, jak i w Szczecinie. Uczestniczyła w pracach Wojewódzkiego Komitetu Ochrony Przyrody. Na uczelni była zaangażowana w działalność Związku Nauczycielstwa Polskiego jako członek, mąż zaufania oraz przewodnicząca Zakładowej Organizacji Związkowej.

## Odznaczenia i nagrody[7][2]
- Medal X-lecia Polski Ludowej (1955)
- Złoty Krzyż Zasługi (1959)
- Złota odznaka ZNP
- Złota Odznaka „Gryf Pomorski” (1960)
- Odznaka Tysiąclecia Państwa Polskiego (1964)
- Złota Odznaka Ligi Ochrony Przyrody (1964)
- Medal „Zasłużona dla Akademii Rolniczej w Szczecinie”[3]
- Nagroda zespołowa Ministra Szkolnictwa Wyższego (1965)
- Nagrody rektorskie – wielokrotnie